# デプラットフォーミング
デプラットフォーミング（英語: deplatforming）はノープラットフォーミングとも呼ばれ、「情報やアイデアを共有するために使用されるプラットフォーム（講演会場やウェブサイトなど）を削除することでグループや個人をボイコットしようとする試み」、あるいは「容認できない、または不快と見なされる見解を持っている人を特定のウェブサイトなどでブロックすることにより、フォーラムや討論に参加することを防止する行動や慣行。」

## 歴史
米国では、大学のキャンパスでの講演の禁止は1940年代まで遡る。これは、大学自体の方針により行われていた。カリフォルニア大学には、特定の人物が講演を行うことを禁止する方針が存在した。これは、学長ロバート・ゴードン・スプロールの下で大学の規則に盛り込まれたもので、対象者のほとんどは共産主義者だったが、他の思想を持った人物も含まれていた。この規則の一つは以下のように述べている。「カリフォルニア大学は、資格のない人物や、プロパガンダのプラットフォームとして当校を利用しようとしている人物が、利己的な目的でその名声にあやかろうすることを阻止する権利がある」。この規則は、1951年に社会主義者であるMax Shachtmanによるカリフォルニア大学バークレー校での講演を阻止するために使用された。また、この規則は政治的な講演に対してだけではなく、1947年には元アメリカ副大統領のヘンリー・A・ウォレスが、米国の冷戦政策に関する見解を理由にUCLAでの講演を禁止された際、1961年にはマルコム・Xがバークレーで宗教指導者として講演することを禁止された際にも使用された。
物議を醸す講演者が大学のキャンパスに招待された場合、招待の取り消しや、講演の実施を妨げるためのデプラットフォーミングに講演者は直面している実状がある。英国学生連盟は、1973年にはすでにノープラットフォーミングの方針を確立している。1980年代半ばに、南アフリカの大使であったGlenn Babbがカナダの複数の大学キャンパスを訪問した際に、アパルトヘイトに反対する学生からの抗議を受けた。
米国における最近の例としては、2017年3月に政治学者のチャールズ・マレーによるミドルベリー大学での講演に対する抗議が挙げられる。2018年2月、セントラル・オクラホマ大学の学生は、性的少数者（LGBT）の学生グループからの圧力を受けて、創造論者のケン・ハムに対する講演の招待を取り消した。2018年3月には、Lewis & Clark Law Schoolの”小規模の抗議者グループ”が、外部講師のChristina Hoff Sommersの講演を阻止しようとした。Adam CarollaとDennis Pragerは、2019年の映画「No Safe Spaces」で、招待の取り消しなど、デプラットフォーミングに関する実態を伝えている。2020年2月の時点で、言論の自由を擁護する団体であるthe Foundation for Individual Rights in Educationは、2000年以降、アメリカのキャンパスにおいて469件に及ぶ招待の取り消しまたは妨害の試みが行われたことを記録している。これには、招待の取り消しが失敗したケースと実際に成功したケースの両方が含まれる。同財団は、後者のカテゴリーを「講演のスポンサーによる正式な招待の取り消し」、「招待の取り消しを要求する抗議活動に直面した話者による自主的な辞退」、「やじによる否認（学生または教職員が話者の講演を持続的に妨害または完全に妨げる状況）」の3つのサブカテゴリーを含むものとして定義している。

## ソーシャルメディア
2015年以降、Redditは、サイトのハラスメント防止ポリシーに違反したとして、サイト上の複数のコミュニティ（サブレディット）を閉鎖した。ジャーナルProceedings of the ACM on Human-Computer Interactionに掲載された2017年の研究では、「参加ユーザーと影響を受けたコミュニティの両方に対する禁止措置の因果効果」を調査しており、その中で「禁止措置はRedditにとって多くの有用な目的を果たし」、「閉鎖されたサブレディットに参加していたユーザーは、サイトの使用を止めるか、使用を続けることを決めたユーザーは、ヘイトスピーチを劇的に減らしている。また、これらのユーザーが禁止された活動を行なっていたコミュニティにおいては、禁止措置が課された後、ヘイトスピーチの増加は見受けられない」と発表している。2020年6月と2021年1月、Redditはウェブサイトのコンテンツとハラスメントポリシーに対する違反を理由に、2つの著名なトランプ派オンラインコミュニティも閉鎖した。
2019年5月2日、Facebookと同社所有のプラットフォームであるInstagramは、Louis Farrakhan（ネーション・オブ・イスラムのリーダー）、マイロ・ヤノプルス、アレックス・ジョーンズとその組織であるインフォウォーズ、ポール・ジョセフ・ワトソン、ローラ・ルーマー、ポール・ネーレンなどを「危険な個人および組織」として排除した。2021年の米国議会議事堂の襲撃を受けて、Twitterは当時の大統領ドナルド・トランプと、議事堂の襲撃および極右運動であるQアノンに関連する7万のアカウントを利用禁止とした。

### ドナルド・トランプ
2021年1月6日、米国議会合同会議における選挙人団の開票が、米国議会議事堂の襲撃により中断された。暴動を引き起こしたのは、2020年の選挙で当時大統領だったドナルド・トランプの敗北を遅らせ、結果を覆すことを望んでいた大統領の支持者だった。この事件の結果、5人が死亡し、少なくとも400人が起訴された。選挙人票の認証は、2021年1月7日の早朝にようやく完了した。2021年1月7日のトランプ大統領による複数のツイートを受けて、Facebook、Instagram、YouTube、Reddit、Twitterはすべて、トランプによるプラットフォームの使用を一部制限した。Twitterはトランプの個人アカウントを無効にした。これは、トランプによるツイートがさらなる暴力を助長するために使用される可能性があることが理由としている。その後、トランプは大統領の公式米国政府アカウント@POTUSから同様のメッセージをツイートし、その結果、1月8日に永久的に追放された。Twitterは、トランプに対するプラットフォームの利用禁止が恒久的なものであると発表した。
Foxニュースのジェイソン・ミラーは、トランプは2021年5月または6月までに新しいプラットフォームを使用してソーシャルメディアに再び参加する予定であると伝えている。

## その他の例

### 印刷媒体
2017年12月、サンフランシスコのパンク雑誌Maximum Rocknrollは、以前にレビューを載せたフランスのアーティストがネオナチであると判明した際に謝罪を行い、「ナチのイデオロギーに傾倒するバンドやアーティストに対してプラットフォームを決して提供しない方針」を発表した。

## 批判
2019年、フィラデルフィアのUniversity of the Artsの学生は、カミール・パーリアを「University of the Artsの教員から外し、クィアの有色人に置き換える必要がある」訴えるオンライン請願を行った。パーリアは、在職30年以上の教授で、トランスジェンダーであると公表しており、長年にわたり、物議を醸すことの多い「性別、性自認、性的暴行の問題」について率直な発言を行なってきた。コナー・フリーダースドルフは、パーリアの除外を求めた2019年のキャンペーンについてアトランティック誌に以下のように書いている。「学生活動家が、自らが所属する教育機関の終身在職権のある教員に対して、プラットフォームが拒否されるべきだと主張することはめったにない。それ以外の点では、University of the Artsにおける抗議の手法は標準的である。すなわち、活動家はソーシャルメディアでの呼びかけから始め、全体的な学生の意見に関係なく、権威者に対して要求を提示する。また、表現の自由を制限するために差別禁止法を後ろ盾にしようとする、といった行為だ。」フリーダースドルフは、言論の自由と学問の自由に対する萎縮効果も指摘した。インタビューを依頼した教員の大多数は「この論争の両面において、コメントはオフレコか匿名にすることを希望した。同校の学長が言論の自由を完全に支持するとした声明を発表した後でも、自分たちの所属する大学で起きた事態に関する議論に公然と参加することを恐れていた」と続ける。
テクノロジージャーナリストのデクラン・マクラーフによると、「シリコンバレーによる、反対する意見を除外するための取り組み」は、2018年頃に、Twitter、Facebook、YouTubeがそれぞれのプラットフォームのユーザーへのサービスを拒否し、「イデオロギー的に不適切なアカウントを停止する口実を考案する」ことから始まったという。2019年、マクラーフは、有料ユーザーもデプラットフォーミングのターゲットになると予測した。その根拠として、米国移民税関局（ICE）の方針に反対するアマゾン、Microsoft、セールスフォース、Googleの従業員による抗議と公開書簡を挙げ、また米国移民税関局とその請負業者のデプラットフォーミングを上述の雇用主に要求した従業員の存在もその予測の理由として挙げている。
法学教授のグレン・レイノルズは、ウォール・ストリート・ジャーナルの2018年8月の記事で、2018年を「デプラットフォーミングの年」と呼んでいる。レイノルズは、「インターネットの巨人たち」がアレックス・ジョーンズやギャビン・マキネスなど「嫌いな人物や信念に対して門戸を閉じている」ことを批判し、「俗受けしない信念、特に右派の信念を伝達するために、他者によるプラットフォームを利用している場合、現在、危機的な状態にいると考えた方が良い」と述べた。レイノルズはまた、デニス・プレイガーなどの「主流の保守派」にも制限が課されていることと、Facebookが共和党候補によるキャンペーン広告のビデオを「候補者の家族がカンボジアでの大量虐殺を生き延びたと語っていることを表面上の理由として」ブロックしたことも言及している。それとは対照的に「左派の過激派と論客は、比較的デプラットフォーミングを逃れている」と述べ、言論の自由において「少数の企業が、どの題材が議論に適しているかを決定できるという絶大な役割を果たしていることは問題である」と結論付けた。

## 擁護派
デプラットフォーミングの支持者は、「ヘイトスピーチ」として特徴づけられる行動を減らすという望ましい効果を生み出すとして正当化している。保守的なトークホストであるラッシュ・リンボー（2012年）とグレン・ベック（2010年）に対するデプラットフォーミング・キャンペーンを行った、進歩主義のメディア・マターズ・フォー・アメリカの社長であるアンジェロ・カルソーネは、ツイッターが2016年にマイロ・ヤノプルスを利用禁止したことに対して次のようにコメントしている。「ヤノプルスは多くを失った…。他者に影響を与える能力、または少なくともうわべだけの影響力を示す能力を失なった。」
擁護派によると、デプラットフォーミングは、ヘイトスピーチや偽情報の拡散を防ぐための手法として使用されてきている。ソーシャルメディアは、ユーザーにとってニュースの重要なソースとして進化しており、また、コンテンツのモデレーションと炎上を起こす投稿を行う者に対する利用禁止は、報道機関に求められる編集責任の一環として擁護されてきた。
米国憲法修正第1条は、米国でのデプラットフォーミングに対する批判に引用されることがあるが、ナショナル・パブリック・ラジオの「Consider This」のホストであるオーディ・コーニッシュによると、現代のデプラットフォーミングは政府の問題ではないという。コーニッシュは次のように語る。「政府は、街角で、あなたが言いたいことほぼすべてを発言できる能力を奪うことはできない。しかし、民間企業は、所有しているプラットフォームであなたが言いたいことを発言する能力を制限できる。」このため、擁護者は、政府がデプラットフォーミングに関与していない限り、デプラットフォーミングは、オンラインまたは他のデジタル空間で物議を醸しているユーザーに対処する合法的な方法であるとしている。

## 法律

### イギリス
2021年5月、ボリス・ジョンソンを首相とする英国政府は、大学での講演者がノープラットフォーミングに対する補償を求め、ノープラットフォーミングの実践を促進する大学や学生自治会に罰金を科し、ノープラットフォーミングおよび除籍に関してチェックを行う新しいオンブズマンを設立するためのHigher Education (Freedom of Speech) Billを発表した。さらに、政府は、ソーシャルメディアネットワークが特定の政治的見解を差別したり、政党や政策に対する反対または支持のコメントなど、「民主的に重要な」コンテンツを削除することを禁止するOnline Safety Billを発表した。